# Fernando Chica Arellano
Fernando Chica Arellano (Mengíbar, Jaén, España, 24 de junio de 1963) es un sacerdote católico español miembro de la Curia romana.

## Vida
Nació en Mengíbar, fue ordenado sacerdote el 19 de abril de 1987 ejerciendo en diferentes parroquias de la Diócesis de Jaén, así como, director de la residencia universitaria Cardenal Merino de Jaén hasta que viajó a Roma a ampliar su formación.
En 2000 fue alumno de la Pontificia Academia Eclesiástica, convirtiéndose posteriormente en secretario de Beniamino Stella, Nuncio apostólico en Colombia. En 2006 fue diplomático en la Misión Permanente de la Santa Sede ante la Organización de Naciones Unidas en Ginebra, hasta que, en junio de 2007, fue nombrado Jefe de la Sección Española y encargado de asuntos de lengua española de la Secretaría de Estado de la Santa Sede, por lo que acompañó a Benedicto XVI en las recepciones institucionales de sus visitas pastorales a España en 2010 y 2011. El 10 de junio de 2008 fue nombrado, por el Cardenal Secretario de Estado, Tarcisio Bertone, asistente del Presidente de la Pontificia Academia Eclesiástica, Beniamino Stella, conservando su anterior puesto. El 12 de febrero de 2015 fue nombrado por el papa Francisco observador permanente de la Santa Sede ante las tres agencias internacionales de agricultura y alimentación con sede en Roma: FAO, PMA y FIDA.

## Reconocimientos
- En su pueblo natal, Mengibar, hay una plaza que lleva su nombre.[6][7]

## Publicaciones

### Libros
- Conciencia y misión de la Iglesia. Núcleos eclesiológicos en los documentos de la Conferencia Episcopal Española (1966-1990)[8]

- Dios nos ama y nos salva: primera etapa: itinerario catequético de iniciación cristiana para adolescentes y jóvenes[9]

- Síntesis teológica: materiales de estudio y formación: (para uso de los alumnos)[10]

- Iglesia y eclesiología ante el tercer milenio[11]

### Revistas
- Jesús evangelizador. Nosotros evangelizadores con Él[12]

- ¡Ay de mí si no evangelizare! (Rom 9, 17): La Conferencia Episcopal Española como motor de evangelización (1990-1996)[13]

- ¿Qué cristianos necesitamos hoy?[14]

- La caridad signo de credibilidad en la vida de la Iglesia[15]

- Juan Pérez Moya (1513-1596) en su vertiente de orador sagrado[16]

- San Isidoro y el infante Don Juan Manuel: dos insignes pedagogos a caballo entre la patrística y la edad media[17]

- Noticias sobre insignes mujeres giennenses en una obra del bachiller Pérez de Moya[18]

- "Ya, ya se abren las flores, ya comienzan a dar olor": el Monasterio de Carmelitas Descalzas de Jaén, testigo de un carisma siempre fecundo[19]

- La obra de Calderón como teodramática. Bases teológicas de sus escritos[20]

- Las controversias teológicas en el siglo XVII[21]

- María de la Cruz y Catalina María de Jesús, exponentes conspicuos de la reforma del Carmelo en tierras giennenses[22]

- Algunes claus del pontificat de Benet XVI[23]

## Cargos
| Predecesor: Luigi Travaglino | Observador Permanente de la Santa Sede ante la FAO 2015- | Sucesor: En el cargo |